# Grímsey flygplats
Grímsey flygplats (isländska: Grímseyjarflugvöllur) är en flygplats i republiken Island. Den ligger i den norra delen av landet, 300 km nordost om huvudstaden Reykjavik. Grímsey flygplats ligger 15 meter över havet. Den ligger på ön Grímsey.